# 仮面ライダー剣の登場仮面ライダー
仮面ライダー剣の登場仮面ライダー（かめんライダーブレイドのとうじょうかめんライダー）では、特撮テレビドラマ『仮面ライダー剣』に登場する「仮面ライダー」について記述する。

## 概要
『仮面ライダー剣』の劇中世界には、アンデッドと呼ばれる不死の生物が存在する。彼らはそれぞれの種族の代表戦士であり、進化のシミュレーションたる勝ち残り戦・バトルファイトを執り行う。そして、勝者となったアンデッドの種族に地球上を支配する権利が与えられるのである。1万年前に行われた前回のバトルファイトでは、人類の祖たるヒューマンアンデッドが勝者となり、それ以降の人類の繁栄を決定づけた。
そして現代。人類基盤史研究所、通称BOARD（）は、とある山中からカードに封印された状態のアンデッドを発見した。BOARDはアンデッドの不死性の秘密を解明すべくカードの研究に着手したが、結果的に封印を解いて、アンデッドを自由の身にしてしまった。
殺すことのできないアンデッドを行動不能にするには、再び封印するしかない。研究者の烏丸啓は、ジョーカーと呼ばれる特別なアンデッドの、他のアンデッドを封印して自らの強さに変える能力に着目し、解析を行った。こうして限定的にジョーカーの能力を再現し、特殊強化服にアンデッドの力を宿らせ、アンデッドに対抗できる戦士を生み出す対アンデッド用戦闘装備「仮面ライダーシステム」が開発されたのである。
BOARDはこの時点で保持していた、カテゴリーA（）のアンデッドが封印されたカード2枚を用い、ふたりの戦士を生み出した。彼らの活動はやがて「未知の生命体と戦う鎧の男」という都市伝説へと発展していった。
各仮面ライダーの攻撃力はAP（アタックポイント）で表記され、100 APで1トンの破壊力に換算される。ライダーたちは専用の召喚機ラウザーを所持しており、アンデッドを封印したカードを読み込ませるラウズを行うことで、その力を得る。ただしラウザーにはそれぞれ初期APが設定されており、これを消費することでカードの効果を発動するため、無制限にラウズを行うことはできない。また、複数のカードを同時にラウズするコンボの上限は、通常3枚までに制限されているが、仮面ライダーブレイド キングフォームのキングラウザーのみ5枚のコンボを行うことが可能である。

## ラウズカード
仮面ライダーたちの力の源となるラウズカードとは、トランプの原型となったとされる53枚のカードである。バトルファイトに敗北したアンデッドは、統制者の遣わした黒い石版か、あるいはジョーカーの手によってラウズカードへと封印される。特にジョーカーは単に封印するだけではなく、ラウズカードからアンデッドの力を引き出すラウズシステムをその身に備えていた。BOARDの烏丸啓はジョーカーのラウズシステムを解析して再現し、特殊強化服にアンデッドの力を宿らせる仕組みを作り上げ、ライダーシステムを完成させたのである。
ラウズカードは以下の4種類に大別される。
プロパーブランク
封印前のカードのうち、固有のスーツとカテゴリーナンバーが記されたもの。
コモンブランク
スーツとカテゴリーナンバーが記されていない、汎用の封印前カード。
プライムベスタ
プロパーブランクが、アンデッドの封印によって変化したもの。
ワイルドベスタ
コモンブランクが、アンデッドの封印によって変化したもの。
なお、カード能力はプライムベスタと差異がない。
また、ラウズカードの効果はカテゴリーごとに傾向があり、その威力は各種のポイントによって示される。
| カテゴリー | ポイント                 | 能力                 |
| ---------- | ------------------------ | -------------------- |
| A          | -                        | 仮面ライダーへの変身 |
| 2          | FP（フォースポイント）   | ラウザーや武器の強化 |
| 3          | FP（フォースポイント）   | パンチの強化         |
| 4          | FP（フォースポイント）   | 身体能力の強化       |
| 5          | FP（フォースポイント）   | キックの強化         |
| 6          | MP（マジックポイント）   | 属性の付加           |
| 7          | MP（マジックポイント）   | 攻撃系の身体変化     |
| 8          | MP（マジックポイント）   | 防御系の身体変化     |
| 9          | MP（マジックポイント）   | 身体機能の強化       |
| 10         | MP（マジックポイント）   | 特殊効果             |
| J          | EP（エマージュポイント） | 固有能力の付加       |
| Q          | EP（エマージュポイント） | 能力の取り込み       |
| K          | EP（エマージュポイント） | 強化形態への進化     |

ただしJ・Q・Kに関しては、上記の効果を発揮させるためには追加装備ラウズアブゾーバーを使わねばならず、通常の手段では減少したAPを再チャージすることしかできない。
各ラウズカードの詳細は以下の通り。
| スーツ        | カテゴリー | 名称      | アンデッド                   | AP    | 効果                                           |
| ------------- | ---------- | --------- | ---------------------------- | ----- | ---------------------------------------------- |
| スペード（♠） | A          | CHANGE    | ビートルアンデッド           | -     | ブレイドアーマーの力を生み出す                 |
| スペード（♠） | 2          | SLASH     | リザードアンデッド           | 400   | ブレイラウザーの切断能力の強化                 |
| スペード（♠） | 3          | BEAT      | ライオンアンデッド           | 600   | パンチの加速と破壊力の強化                     |
| スペード（♠） | 4          | TACKLE    | ボアアンデッド               | 800   | 直進方向への突進力の強化                       |
| スペード（♠） | 5          | KICK      | ローカストアンデッド         | 1,000 | ジャンプ力とキックの破壊力の強化               |
| スペード（♠） | 6          | THUNDER   | ディアーアンデッド           | 1,200 | 電撃属性の付加                                 |
| スペード（♠） | 7          | METAL     | トリロバイトアンデッド       | 1,200 | 全身の硬化                                     |
| スペード（♠） | 8          | MAGNET    | バッファローアンデッド       | 1,400 | 磁力操作                                       |
| スペード（♠） | 9          | MACH      | ジャガーアンデッド           | 1,600 | 高速移動                                       |
| スペード（♠） | 10         | TIME      | スカラベアンデッド           | 1,800 | 対象の時間を停止させる                         |
| スペード（♠） | J          | FUSION    | イーグルアンデッド           | 2,400 | 飛行能力の付加                                 |
| スペード（♠） | Q          | ABSORB    | カプリコーンアンデッド       | 2,000 | カード能力の取り込み                           |
| スペード（♠） | K          | EVOLUTION | コーカサスビートルアンデッド | 4,600 | 強化形態への進化と武器の付与                   |
| ダイヤ（♦）   | A          | CHANGE    | スタッグビートルアンデッド   | -     | ギャレンアーマーの力を生み出す                 |
| ダイヤ（♦）   | 2          | BULLET    | アルマジロアンデッド         | 400   | ギャレンラウザーの銃弾の強化                   |
| ダイヤ（♦）   | 3          | UPPER     | フロッグアンデッド           | 600   | アッパーカットの破壊力の強化                   |
| ダイヤ（♦）   | 4          | RAPID     | ペッカーアンデッド           | 800   | 連打能力を強化し、銃の場合は連射を可能とする   |
| ダイヤ（♦）   | 5          | DROP      | ホエールアンデッド           | 1,000 | 足先の質量を増加させ、キックの破壊力を強化する |
| ダイヤ（♦）   | 6          | FIRE      | ファイアフライアンデッド     | 1,000 | 火炎属性の付加                                 |
| ダイヤ（♦）   | 7          | ROCK      | トータスアンデッド           | 1,400 | 対象の石化                                     |
| ダイヤ（♦）   | 8          | SCOPE     | バットアンデッド             | 1,200 | 暗視能力の付加と追尾能力の強化                 |
| ダイヤ（♦）   | 9          | GEMINI    | ゼブラアンデッド             | 1,400 | 分身                                           |
| ダイヤ（♦）   | 10         | THIEF     | カメレオンアンデッド         | 1,600 | 一時的に敵の武器を奪う                         |
| ダイヤ（♦）   | J          | FUSION    | ピーコックアンデッド         | 2,400 | 飛行能力の付加                                 |
| ダイヤ（♦）   | Q          | ABSORB    | サーペントアンデッド         | 2,000 | カード能力の取り込み                           |
| ダイヤ（♦）   | K          | EVOLUTION | ギラファアンデッド           | 4,000 | 強化形態への進化と武器の付与                   |
| ハート（♥）   | A          | CHANGE    | マンティスアンデッド         | -     | マンティスアンデッドの姿への変身               |
| ハート（♥）   | 2          | SPIRIT    | ヒューマンアンデッド         | -     | 人間の姿への変身                               |
| ハート（♥）   | 3          | CHOP      | ハンマーヘッドアンデッド     | 600   | チョップの威力の強化                           |
| ハート（♥）   | 4          | FLOAT     | ドラゴンフライアンデッド     | 1,000 | 浮遊能力の付加                                 |
| ハート（♥）   | 5          | DRILL     | シェルアンデッド             | 1,200 | 旋回キックの破壊力の強化                       |
| ハート（♥）   | 6          | TORNADO   | ホークアンデッド             | 1,400 | 竜巻属性の付加                                 |
| ハート（♥）   | 7          | BIO       | プラントアンデッド           | 1,600 | 触手の生成                                     |
| ハート（♥）   | 8          | REFLECT   | モスアンデッド               | 1,800 | 攻撃反射                                       |
| ハート（♥）   | 9          | RECOVER   | キャメルアンデッド           | 2,000 | ダメージ回復                                   |
| ハート（♥）   | 10         | SHUFFLE   | センチピードアンデッド       | 2,200 | ラウズカードの総取り換え                       |
| ハート（♥）   | J          | FUSION    | ウルフアンデッド             | 2,400 | ウルフアンデッドの能力の付加                   |
| ハート（♥）   | Q          | ABSORB    | オーキッドアンデッド         | 2,000 | カード能力の取り込み                           |
| ハート（♥）   | K          | EVOLUTION | パラドキサアンデッド         | 2,800 | 強化形態への進化                               |
| クラブ（♣）   | A          | CHANGE    | スパイダーアンデッド         | -     | レンゲルクロスの力を生み出す                   |
| クラブ（♣）   | 2          | STAB      | ビーアンデッド               | 400   | レンゲルラウザーの切れ味の強化                 |
| クラブ（♣）   | 3          | SCREW     | モールアンデッド             | 600   | コークスクリューパンチの強化                   |
| クラブ（♣）   | 4          | RUSH      | ライノスアンデッド           | 800   | レンゲルラウザーの打突能力の強化               |
| クラブ（♣）   | 5          | BITE      | コブラアンデッド             | 1,200 | 両足を牙に見立てたクロスキックの強化           |
| クラブ（♣）   | 6          | BLIZZARD  | ポーラーベアアンデッド       | 1,200 | 冷凍属性の付加                                 |
| クラブ（♣）   | 7          | GEL       | ジェリーフィッシュアンデッド | 1,400 | 全身の液化                                     |
| クラブ（♣）   | 8          | POISON    | スコーピオンアンデッド       | 1,800 | 毒の生成                                       |
| クラブ（♣）   | 9          | SMOG      | スキッドアンデッド           | 2,000 | 煙幕の展開                                     |
| クラブ（♣）   | 10         | REMOTE    | テイピアアンデッド           | 2,200 | アンデッドの封印を解放する                     |
| クラブ（♣）   | J          | FUSION    | エレファントアンデッド       | 2,800 | エレファントアンデッドの能力の付加             |
| クラブ（♣）   | Q          | ABSORB    | タイガーアンデッド           | 2,000 | カード能力の取り込み                           |
| クラブ（♣）   | K          | EVOLUTION | タランチュラアンデッド       | 4,000 | 強化形態への進化と武器の付与                   |
| 特殊          | -          | WILD      | -                            | -     | ワイルドサイクロンの発動                       |
| 特殊          | -          | JOKER     | ジョーカー                   | -     | 不明                                           |
| 特殊          | A          | CHANGE    | ケルベロスアンデッド         | -     | ケルベロスの能力の付加                         |

## 仮面ライダーブレイド
剣崎一真がブレイバックルを使用し、特殊装備ブレイドアーマーを装着して変身する仮面ライダー。ラウズカードのスーツはスペード（♠）。仮面ライダーギャレンに続いてBOARDが製作した、ライダーシステムの第2号である。
ミスリルケプラーを編み上げた濃紺のボディスーツミスリルアーマーレザーは、どんな状況でも体温を一定に保持できる。120トンの衝撃をも吸収する銀色の胸部装甲オリハルコンブレストなど、各部の装甲は古代鉱石オリハルコンを精製したオリハルコンプラチナからなり、破損しても自己修復する。頭部から伸びる角イデアランサーにはスーパーコンピュータSPC-NEXSASが搭載されており、必殺技使用時には発光する。赤い複眼オーガンスコープは、暗視機能や透視機能を備えている。このようなアーマーの基本構造はギャレンとほぼ同じだが、SPC-NEXSASはギャレンに搭載されているSPC-GENESISの次世代型であるため、ブレイドのほうがやや有利に戦うことができる。
また、ギャレンの変身者がBOARDの研究員から選ばれているのに対し、剣崎は一般からスカウトされてブレイドとなった。ブレイドの変身者にはシステムとの高い融合計数と優れた戦闘センスが求められたため、BOARD内に適任の者がおらず、外部から雇い入れる形になったと考えられる。
- 頭部のデザインはスペードを基調としているが、単純にトランプマークを落とし込むのではなく、ヘラクレスオオカブトの意匠が加えられている[12]。メカディテールに置き換えられた翅を広げたヘラクレスオオカブトを顔に描き込んでおり、小さなツノを後頭部にも描き込んでいる[13]。鋲や革の素材感を意識したスーツっぽさを出すようにしている[14]。

ツール
ブレイバックル
仮面ライダーブレイドの変身ベルト。
♠A「CHANGE」のカードを装填することでバックルからカード状のベルト・シャッフルラップが自動的に伸長し、バックルが装着される。次いで右サイドのターンアップハンドルを引くことで中央部・ラウズリーダーが回転し、ブレイドアーマーを原子分解した光の壁オリハルコン・エレメントが装着者の前面に放出される。エレメントを通過することでアーマーが1/500秒で再構成され、ブレイドへの変身が完了する。
プラントアンデッド戦で変身前に首を絞められた剣崎は、オリハルコン・エレメントを展開させる勢いで相手を跳ね飛ばし、窮地を脱することができた。この戦法はその後もたびたび用いられており、ブレイドの得意技のひとつと言える。
- 変身描写は、メカニカルな装備に魔法的なイメージを付加することを意図した物である。

醒剣ブレイラウザー
ブレイド専用の剣型カードリーダー。重量は2.3キログラムで、普段は左腰部のラウザーホルスターに収納されている。初期能力値は5,000AP。ラウズカードを12枚まで収納可能なオープントレイが内蔵されている。トレイを扇状に展開してカードを引き抜き、刀身部のスラッシュ・リーダーにラウズすることでベスタの効果を発揮する。
オリハルコンプラチナを極限まで研磨したオリハルコン・エッジに、地球上の固形物で斬れない物は無いと言われる。剣であるため接近戦で使用するのが基本だが、第1話・第21話では投擲によって敵を負傷させた。
オートロック機能によってブレイド以外の者がホルスターから引き抜くことは不可能だが、第32話でスカラベアンデッドの時間停止能力で動きを止められた際に、キングに引き抜かれて一時的に奪われ利用されていた。
カードを使用した技
♠2＝リザードスラッシュ
ブレイラウザーの斬れ味を増幅させる。400 FP。
♠3＝ライオンビート
拳にエネルギーを込めて、強力なパンチを放つ。600 FP。
♠4＝ボアタックル
突進攻撃を発動させる。800 FP。
♠5＝ローカストキック
ジャンプ力が強化され、飛び蹴りを放つ。1,000 FP。
♠6＝ディアーサンダー
電撃を放出する。1,200 MP。
♥4＝ドラゴンフライフロート
イーグルアンデッド戦において仮面ライダーカリスから借りたカードで発動し、空中に浮遊した。
このように、本作品の仮面ライダーはスーツにかかわりなくすべてのラウズカードを使用できる。

カードコンボ
♠2+6＝ライトニングスラッシュ
電気エネルギーを帯びたブレイラウザーで敵を斬り裂く。1,600 AP。
♠5+6＝ライトニングブラスト
電気エネルギーを収束した足で跳び蹴りを叩き込む。2,200 AP。
♠5+6+9＝ライトニングソニック
超高速でジャンプして放つライトニングブラスト。3,800 AP。
♠2+9
『ネット版 オーズ・電王・オールライダー レッツゴー仮面ライダー 〜ガチで探せ!君だけのライダー48〜』の「Type.26」で使用。
ブレイラウザーを高速で使用し、敵を斬り刻む。

### 仮面ライダーブレイド ジャックフォーム
仮面ライダーブレイドがラウズアブゾーバーに♠Q「ABSORB」のカードを装填し、♠J「FUSION」のカードをラウズすることで強化変身した姿。
顔と胸部の装甲が金色のディアマンテゴールドへと強化され、背部に装備されたオリハルコンウイングによって空中を飛行する。胸の中央には鷲の紋章が刻印されたハイグレイドシンボルが浮かんでいる。
第33話で、相川始 / ジョーカーの封印の是非をめぐってギャレンと争いになった際は、同じジャックフォームでの力比べにもかかわらず、ブレイドが想定以上の性能を発揮して勝利した。これは剣崎の高い潜在能力に起因するもので、その力はやがてさらなる進化形態であるキングフォームを生むことになる。
- ハイグレイドシンボルのデザインは、ショッカーのレリーフである大鷲をモチーフとしている[14]。

ツール
ラウズアブゾーバー
チベットに渡った烏丸が開発し、嶋 / タランチュラアンデッドによってもたらされたツール。しかし嶋は訪日してもすぐには剣崎にアブゾーバーを渡さず、彼に戦うべき理由をわからせようとした。剣崎が使命や義務ではなく、人を愛しているから戦うのだと悟ったとき、嶋はアブゾーバーを手渡して進化への道を開いたのであった。
中央部に♠Q「ABSORB」のカードを装填することで「進化を助ける」能力が発動し、さらに♠J「FUSION」のカードをラウズすることで「融合能力を高める」力が取り込まれて、ジャックフォームへの強化変身が完了する。
♠Jの代わりに♠Kのカードを用いることで、後述のキングフォームにも変身可能。
醒剣ブレイラウザー〈強化型〉
ジャックフォームへの変身とともに強化されたブレイラウザー。機能は変化していないが、初期APが7,400に増加している。
また、先端に鋭利な刃ディアマンテ・エッジが付加され、斬れ味が通常時の1.5倍にまで強化されている。
カードコンボ
♠2+6＝ライトニングスラッシュ
電撃を帯びたブレイラウザーで敵を斬りつける技。
AP消費値は1,600のままだが、オリハルコンウイングが大気中の電気を吸収してエネルギーに変化させることで、実際の破壊力は飛躍的に上昇している。

### 仮面ライダーブレイド キングフォーム
ラウズアブゾーバーに♠Q「ABSORB」のカードを装填し、♠K「EVOLUTION」のカードをラウズすることで強化変身する、仮面ライダーブレイドの最強形態。烏丸が想定していたのはあくまでカテゴリーKとの融合であったが、剣崎の並外れた適合能力により、スペードスーツのアンデッド全13体と同時融合している。
全身の装甲がディアマンテゴールド製のキングアーマーへと強化され、オリハルコンプラチナ製である胸部装甲のキングブレストをはじめ随所が金色に輝いている。左右の肩・上腕部・太腿・膝・脚部・右下腕部の11箇所にはカテゴリー2-Qまでの紋章が刻印されたアンデッドクレストが浮かび、胸部にはカテゴリーKの紋章が刻印されたハイグレイドシンボルが現れている。背部のグラビティジェネレーターによってアーマーの重量をコントロールしており、最大稼動させれば簡単な飛行も可能。ただし装甲が重くなったためパワー・防御力は上昇しているものの、スピード・ジャンプ力は通常時よりも低下している。
アンデッドクレストの機能により、単にアンデッドの能力を引き出すだけなら、もはやカードをラウズする必要はない。コンボ技の発動に際してはラウズカードを用いるものの、ブレイドが所持するスペードのカード13枚は金色のギルドラウズカードへと変化しており、それぞれのポイントがカテゴリー2-6のカードは200ずつ、カテゴリー7-10のカードは400ずつ増加している。なおギルドラウズカードはどこかに収納されているわけではなく、使用する際にブレイドの意志に応じて実体化する。
キングフォームはその強大な力の代償として変身者の体力を大幅に消耗させるため、当初の剣崎は変身解除後に眠り込んでしまっていた。戦闘経験を重ねることでこのような現象はしばらく見られなくなったが、無限に出現するダークローチとの連戦が続くと、剣崎は再び睡魔に襲われるようになった。またこのフォームに変身する度に、その力を感じ取った始がジョーカーとしての闘争本能をかきたてられ、暴走してしまう危険性もあった。さらに最悪の場合、変身者の肉体がアンデッドと完全融合し、第2のジョーカーと化してしまうという想定外の欠点もはらんでいた。
『仮面ライダーディケイド』最終回客演時には、通常の変身の動作で剣崎の姿から直接キングフォームへと変身している。
ツール
重醒剣キングラウザー
キングフォームへの強化変身と共に出現する巨大剣型カードリーダー。初期APは9,600。従来のラウザーと異なり、自動装填で最大5枚のラウズカードを読み込むオートラウズシステムが搭載されている。変身時に新たに出現する剣であるため、ブレイラウザーとの二刀流での使用も可能。
刀身のディアマンテ・エッジMAXはブレイラウザーの3倍の斬れ味を誇る。柄頭のヒルトエンドグリップも、打撃に用いれば強力な武器となる。ラウザー部分は、内部のバリアシステムが生成するアブソリュート・シールドによって保護されている。
第42話ではブレイド キングフォームから貸し出された睦月が生身で使用し、自身の体から分離したスパイダーアンデッドを撃破した。第49話ではブレイドの危機に駆け付けた橘が同様に生身で振るい、3体のダークローチを消滅させている。
技
キングパンチ
カードをラウズせずにライオンアンデッドの力を引き出し、グラビティフォースをまとった腕で放つカウンターパンチ。
カードコンボ
ギルド♠2+3+4+5+6＝ストレートフラッシュ
ブレイラウザーに♠2+4+5の力、キングラウザーに♠3+6の力を宿らせ、二刀で敵を斬り裂く。5,000 AP。
暴走したジョーカーを封印せずに止めるために使用された。
ギルド♠6+♥6+♦6+♣6+ギルド♠K＝フォーカード
4人のライダーが持つカテゴリー6の力をキングラウザーに乗せ、突進して敵を一刀両断する。9,400 AP。
ライダー全員の協力がなければ使用不可能な特別な技。合成アンデッド・ティターンを倒すために使用された。
ギルド♠10+J+Q+K+A＝ロイヤルストレートフラッシュ
5枚のカードに宿る力をキングラウザーに乗せて放つ最強技。11,200 AP。通常の手段では倒すことも封印することも不可能な改造実験体を一撃で消滅させ、邪神でさえも討ち滅ぼすほどの破壊力を誇る。
ラウズしたカードのイメージが一列になって出現し、それらをくぐり抜けながら敵の懐に踏み込み一刀両断するパターンと、キングラウザーから放った光線がカードを貫いて敵を撃ち抜くパターンの2種類が存在する。

### 仮面ライダーブレイドの専用ビークル
ブルースペイダー
BOARDがブレイド専用マシンとして開発したスーパーバイク。変身に伴う変形機能はなく、剣崎は普段からこのマシンを愛用している。
フロントカウル内にはスーパーコンピュータのSPC-NEXASSが積載されており、ブレイドの意志を受けての無人走行も可能。超小型原子力エンジンのAB-27E・アトミックブラストを搭載し、駆動部にリニアモーターを採用している。車体はオリハルコンプラチナ製の装甲で覆われているため、壁を突破したりアンデッドに体当たりを繰り出しても損傷しない。
タンク上には覚醒機モビルラウザーを搭載しており、特定のカードをラウズすることで効果を発動可能。
- 撮影用車両のベースは、ホンダ・XR250。

技
♠6＝サンダースペイダー
電気を帯びたブルースペイダーで突進し、強烈な体当たり攻撃を放つ。
♠9＝マッハスペイダー
ブルースペイダーのスピードをアップさせる。

## 仮面ライダーカリス
相川始がアンデッドと戦うために、特殊装甲カリスベイルをまとって変身した姿。ラウズカードのスーツはハート（♥）。その正体は「残忍な殺し屋」として恐れられるアンデッド・ジョーカーであり、彼が♥Aのカードに封じられたマンティスアンデッドの外見と能力を模倣したのが仮面ライダーカリスである。なお始の姿もまた、♥2に封じられたヒューマンアンデッドの見た目を借りたものであり、同様に他のカードを使えばそれぞれのアンデッドの姿になることも可能である。
全身の装甲は、BOARDも発見できなかった自然回復機能を有する古代鉱石シャドウクリスタルから成る。黒い皮膚ブラックスキンは、引き伸ばしたシャドウクリスタルに強化物質シャドウタールを塗布したもので、その上に刻印された金色のカリス・クレストは、エネルギーが正常であることを表している。ハート形の赤い目インセクト・ファインダーは、5キロメートル先の米粒を視認できるという。額から伸びる2本の触角ウィングフィーラーは、10キロメートル四方のアンデッドの存在を感知する。
- デザインの裏モチーフは『アクマイザー3』のザビタンであり、石森プロの早瀬マサトもカリスについて「裏モチーフは『アクマイザー3』のザビタンですが、ちょっと似すぎてしまったかもしれません」とコメントしている[40]。また、頭部はハートマークがモチーフのため、女性的な印象を与えないようにデザインは苦労が伴ったという[12]。
- 変身シーンやカリスラウザー召喚時のエフェクトは、パイロット版監督の石田秀範の「ブレイド・ギャレンとは異なる有機感が欲しい」という要望により、水のイメージで合成が付与されている[16]。

ツール
カリスラウザー
始が変身する際に腹部に出現するベルト型のカードリーダー。中央のスラッシュ・リーダーにラウズカードを通すことで、それぞれのアンデッドに変身する。
バックル中央部のラウザーユニットはベルトから取り外すことができ、カリスアローにコネクトすることができる。また、ベルトの右腰にはラウズカードを収納するためのカードケースラウズ・バンクが設けられている。
本来はジョーカーの腰部に付いているベルトである。ただしラウザー中央部の色が異なり、ジョーカー時では緑だが、カリス時は赤い。
カリスアロー
カリス専用の弓型武器。カリスの脳波を受けて手中に浮かび上がるように出現する。初期能力値は7,000 AP。
本来はマンティスアンデッドの武器なのではないかと考えられる。
通常モード
弓部が内側に折り畳まれた形態で、高熱のエネルギー矢フォースアローを連射する。なおブレードモードでも射撃できるため、この形態を使用することは非常に少ない。
ブレードモード
両端のソードボウを展開した双刃の剣形態。刀身が1秒間に300万回振動することで切れ味を高める。
カリスラウザーのラウザーユニットをコネクトすることで、カードをラウズすることが可能となる。
カードを使用した技
♥3＝ヘッドチョップ
強化された手刀で放つチョップ攻撃。600 AP。
♥6＝ホークトルネード
カリスアローから強化された矢を放つ。1,400 AP。
♥7＝プラントバイオ
カリスアローから触手を伸ばし、敵を捕縛する。1,600 AP。
カードコンボ
♥3+6＝スピニングウェーブ
竜巻に包まれながら、風の力を込めた鋭い手刀で切り裂く。2,000 AP。
♥5+6＝スピニングアタック
竜巻に包まれながら上昇し、ドリルキックを打ち込む。2,600 AP。
♥4+5+6＝スピニングダンス
敵の頭上に舞い上がり、高速回転しながら蹴り込む。3,600 AP。

### 仮面ライダーワイルドカリス
ハートのプライムベスタを13枚すべて所持している状態で、♥K「EVOLUTION」のカードをカリスラウザーにラウズすることで変身するカリスの究極形態。ジョーカーとしての力が暴走して苦しむ始を救うため、剣崎一真が奔走してカードを集めたことで実現した形態である。
胸部にはハートのアンデッド13体を支配し、融合したことを示す紋章ハイグレイドシンボルが浮かんでいる。皮膚は赤いリミテッドスキンとなり、防御力が格段に高まっている。腕・ひざ・すねを覆っていた装甲スケイルアーマーは、体側部と上腕部にも追加された。攻撃力も充実しており、1秒間に200万回以上振動する刃状の触角シックルフィーラー、真空の竜巻を生んで敵を切り刻む襟元のシャドウカッター、肩から生えたゴルドプラチナ製の鉤爪ショルダーネイルなど、随所に武器が追加されている。また、目は緑色のインセクト・ファインダーHGへと進化している。
ツール
醒鎌ワイルドスラッシャー
ワイルドカリス専用の2本の鎌型武器。普段は折り畳まれて両腿のシャドウ・ホルスターに収められているが、ワイルドカリスの意思に呼応して自動的に起き上がる。
醒鎌モード
接近戦用の2本の鎌形態。1秒間に刀身スラッシャーエッジが300万回以上振動し、切れ味を高める。
右手用グリップにはスラッシュ・リーダーがある。
醒弓モード
2本を合体させ、さらにカリスアローにジョイントさせた状態。初期能力値は9,800AP。破壊力は通常時の1.5倍に上昇している。
カリスラウザーをコネクトさせなくとも、この形態のままカードをラウズしてベスタの能力を引き出すことが可能。

必殺技
ワイルドサイクロン
♥A-Kの13枚のカードを1枚に融合させた「WILD」のカードを、醒弓モードのワイルドスラッシャーにラウズして放つ、猛烈な旋風波。14,600 AP。
「WILD」のカードには1枚でアンデッド13体分の力が込められているため、その威力は仮面ライダーブレイド キングフォームのロイヤルストレートフラッシュを凌ぐ。
ワイルドサイクロン 斬撃モード
エネルギーを放射せず、カリスアローのソードボウに溜めたまま斬りかかる技。
ケルベロスII戦で使用し、ブレイドのロイヤルストレートフラッシュと同時攻撃した。

### 仮面ライダーカリスの専用ビークル
シャドーチェイサー
始が普段使用している市販のバイクが、始のカリスへの変身に際して放たれるシャドウフォースによって強化変形した専用バイク。
空気中の元素をエネルギーに変換するエンジン・シャドージェネレーターによって、ブルースペイダーやレッドランバスを凌ぐ出力を誇る。生体コンピューターブレインボックスにカリスの脳波を受けての無人走行が可能となっている。
タンク上にはモビルラウザーを搭載しており、特定のカードをラウズすることでカードの効果を発動できる。
始はどんなバイクでもシャドーチェイサーへと変形させることが可能と言われる。
- 撮影用車両のベースは、ホンダ・XR250。

技
♥6＝トルネードチェイサー
竜巻を巻き起こしながらシャドーチェイサーで突進し、強烈な体当たり攻撃を放つ。

## 仮面ライダーギャレン
橘朔也がギャレンバックルを使用し、強化服ギャレンアーマーを装着して変身する仮面ライダー。ラウズカードのスーツはダイヤ（♦）。BOARDの製作したライダーシステム第1号である。
ミスリルケプラーを編み上げたワインレッドのボディスーツ・ミスリルアーマーレザーは、どんな状況でも体温を一定に保持できる。スーツにゆるみが見られるのは、開発時に適格者を特定していなかったためと思われる。120トンの衝撃をも吸収する銀色の胸部装甲オリハルコンブレストなど、各部の装甲は古代鉱石オリハルコンを精製したオリハルコンプラチナからなり、破損しても自己修復する。アトラスグラス製のダイヤモンドシールドで保護された、頭部から伸びる角のようなブレードホーン Ver.0にはスーパーコンピュータSPC-GENESISが搭載されており、ラウズカード使用時には高速演算モードとなって緑色に輝く。同じく緑色の複眼オーガンスコープは、暗視機能や透視機能を備えている。
本来BOARDが適合者として選定していたのは、橘の先輩にあたる桐生豪だった。しかし桐生は変身実験の際に、アーマーを装着するためのオリハルコン・エレメントをくぐり抜けることができず、衝撃で右手までも失ってしまった。このような事故が起きた背景には、ギャレンが突発的に解放されたアンデッドを封印する目的で急遽造られたシステムであるため、当初はカテゴリーAの力をうまく利用できなかったことがあると考えられる。
また適合者として活躍していた橘も、内心では戦闘に対する恐怖を抱いていたことで能力が低下し、一時はピーコックアンデッドの支配下に置かれてしまった。しかし、恋人の深沢小夜子を殺された橘が恐怖心を克服したことで、反対にピーコックアンデッドを圧倒する実力を発揮した。
- デザインはノコギリクワガタをモチーフとしており、ダイヤのマークを二分割して頭部に配置することでクワガタの角をイメージしている[61]。

ツール
ギャレンバックル
仮面ライダーギャレンの変身ベルトとなるカードリーダー。外観や起動方法はブレイバックルとほぼ同様だが、中央のラウズリーダー部のマークがダイヤ（♦）になっている。
サブコンピュータSPC-MD3G（マジック・ディーラー）が内蔵されており、頭部のSPC-GENESISではまかないきれない変身機能の制御を行っている。
変身に際しては、まず♦Aのカードを装填すると、バックルから自動的にベルトが伸びて腰部に装着される。次いで右脇のターンアップハンドルを引くと、中央部が回転して原子分解されたギャレンアーマーが放出され、光の壁オリハルコン・エレメントを形成する。最後にその壁を通過することでアーマーが装着され、変身完了となる。
原型となったジョーカーの変身よりも手間がかかる方法なのは、人間の側でオリジナルの完璧な再現ができなかったことを示している。
醒銃ギャレンラウザー
ギャレン専用の銃型武器。重量は1.2キログラムで、普段は右腰部のラウザーホルスターに収納されている。初期能力値は5,500AP。
銃口ダイヤモンドマズルから放たれる光弾の威力は、アンデッドの力による強化なしでも、密着した状態での連射でギラファアンデッドを封印に追い込めるほど。また戦況に応じてシングルモード（単発）とバーストモード（速射）を切り替えることができ、いかなる体勢からでも高い命中率を誇る。
ラウズカードを12枚まで収納可能なオープントレイが内蔵されている。トレイを扇状に展開してカードを引き抜き、銃身部のスラッシュ・リーダーにラウズすることでベスタの効果を発揮する。
なお、グリップにあるフォース・ターミナルを通じてギャレンから供給されるエネルギーが光弾の元なので、ライダー以外には扱うことができないのだが、超バトルビデオでは橘が生身で使用している。

カードによる効果
戦い慣れている橘はコンボ技を使用することが多く、カード単独での技はあまり使わない。
♦2＝アルマジロバレット
強化された光弾を発射する。400 FP。
コンボ技と比較すると、発動時間が短いため接近戦や牽制に向いているが、破壊力は落ちる。
♦4＝ペッカーラピッド
高速連射を行う。800 FP。
♦6＝フライファイア
高熱弾を発射する。1,000 MP。
カードコンボ
♦2+6＝ファイアバレット
炎の強化弾を発射する。1,400 AP。
♦3+6＝ファイアアッパー
炎の力を込めた強烈なアッパーカット。1,600 AP。
- ギャレンのスーツアクターを務めた押川善文は、監督からカエルのような動きを要求されたがうまくいかず、結果的にただのアッパーになってしまったと述べている。

♦5+6＝バーニングスマッシュ
空中にジャンプし、回転しながら炎を噴出させた足を叩き込む。2,000 AP。
♦5+6+9＝バーニングディバイド
分身して2体同時に放つバーニングスマッシュ。3,400 AP。

### 仮面ライダーギャレン ジャックフォーム
仮面ライダーギャレンが♦Q「ABSORB」と♦J「FUSION」の力を得て強化変身した形態。
顔と胸のアーマーがディアマンテゴールドに変化し、背中に形成されたオリハルコンウイングで自在に空を飛行できる。胸部にはダイヤのカテゴリーJである孔雀の紋章ハイグレイドシンボルが刻印されている。
- ハイグレイドシンボルのデザインは、石ノ森制作の『中華魔女』シリーズに登場する不死鳥をモチーフとしている[14]。

ツール
ラウズアブゾーバー
ブレイド用に続けて開発された、左腕に装備する強化アイテム。
まず♦Qを挿入すると「進化を助ける」能力が発動し、次いで「融合能力を高める」♦Jの力を取り込むことで、ジャックフォームへの強化変身を完了させる。
醒銃ギャレンラウザー〈強化型〉
ジャックフォームへの強化変身と同時に進化したギャレンラウザー。初期能力値は7,900 APへと増加している。
銃口の下にディアマンテ・エッジと呼ばれる剣が出現しており、その切れ味は強化型ブレイラウザーと同等である。またディアマンテ・エッジには発射される光弾を強化する機能もある。
カードコンボ
♦5+6＝バーニングスマッシュ
上空から炎の力を込めたキックを打ち込む。2,000 AP。
ノーマルフォームでの発動時よりも破壊力が増大している。
♦2+4+6＝バーニングショット
オリハルコンウイングで空高く舞い上がり、炎の弾丸を高速連射する。2,200 AP。
劇場版でのスパイダーアンデッド戦では、強化型ギャレンラウザーのディアマンテ・エッジを相手に突き刺したまま飛翔し、至近距離からの連射で撃破している。

### 仮面ライダーギャレン キングフォーム
テレビシリーズでのギャレンは、カテゴリーKであるギラファアンデッドとの激闘でギャレンバックルを破損してしまったため、キングフォームへの変身は実現せずに終わった。
しかし、2023年11月に配信された『仮面ライダーアウトサイダーズ』ep.4 「狂った時の運行とゼインの正体」で、♦Q「ABSORB」と♦K「EVOLUTION」の力を得て変身したギャレンの最強形態として登場した。
銃型のキングラウザーで必殺技を放つ。

### 仮面ライダーギャレンの専用ビークル
レッドランバス
BOARDがギャレン専用マシンとして開発したスーパーバイク。橘は普段からこのマシンを愛用している。
超小型原子力エンジンのAS-25E・アトミックストームを搭載しており、ブルースペイダーと比較して加速性能は劣るが出力で勝る。コンピューターのSPC-GENESISの制御によってギャレンの脳波操作を受けての無人走行も可能。
タンク上にはモビルラウザーを搭載しており、特定のカードをラウズすることでカードの効果を発動可能だが劇中未使用。
第43話では橘になりすましたティターンがガソリンを給油していた。
- 撮影用車両のベースは、ホンダ・XR250。

技
♦6＝ファイアランバス
炎を纏ったレッドランバスで突進し、強烈な体当たり攻撃を放つ。劇中未使用だが、ゲーム版では使用可能。

## 仮面ライダーレンゲル
上城睦月が強化服レンゲルクロスを装着して変身する仮面ライダー。ラウズカードのスーツはクラブ（♣）。第18、19話では元BOARD研究員の桐生豪も変身した。そのほか剣崎も一瞬だけ変身したことがあるが、レンゲルの力と融合することができなかったため、すぐに元の姿に戻っている。
レンゲルを設計したのはライダーシステムの開発者である烏丸啓だが、そのときの彼は伊坂 / ピーコックアンデッドのマインドコントロール下にあった。バトルファイトにおいてジョーカー同様、自由にアンデッドを封印できる存在である仮面ライダーに目を付けた伊坂は、ギャレンやブレイドの性能を研究してデータを収集し、自らの配下となるはずの新たなライダーを烏丸に造らせたのである。そのためレンゲルは、カテゴリーAが変身者の意志を奪いやすいように調整されていた。
当初はスパイダーアンデッドに操られるままにブレイドたちとの対立を繰り返したレンゲルだが、タランチュラアンデッドとタイガーアンデッドの助力を得た睦月がスパイダーアンデッドの完全封印を成し遂げ、人類の平和のために戦う「真の仮面ライダー」へと成長した。
レンゲルクロスの設計そのものはギャレンやブレイドと変化ないが、素材が超金属スピリチアエメラルドに更新されている。全身を覆う濃緑のボディスーツ・ミスリルローブは、どんな衝撃にも耐えうる。金色の胸部装甲ブレッシングシールドには、3つの円形パーツ・カイザーストーンがクローバー型に配置されており、装着者の闘争心を高める。また頭部装甲プリーストクラウンの額には、ブレイドたちに搭載されたスーパーコンピュータの代わりに3つの赤いスパイダー・スピリチアが飾られており、装着者に「蜘蛛の意志」を注入するという。紫色の複眼ジェネラルスコープは透視能力を備えている。
- テレビシリーズのレンゲルには装甲が金色に変化する強化フォームが存在しないため、最初から差し色に金を用いることができ、デザインは比較的容易だったという[12]。

ツール
レンゲルバックル
仮面ライダーレンゲルの変身ツール。♣A「CHANGE」をバックルに装填することで、ベルトが自動的に伸長して腰部に装着される。
ブレイバックルとギャレンバックルが中央部を回転させるターンアップによって変身を開始するのに対し、仕様変更されたレンゲルバックルは中央部を左右に展開させるオープンアップによって原子分解された強化服を放出し、光の壁スピリチア・エレメントを形成する。また、ブレイドとギャレンの場合はオリハルコン・エレメントをくぐり抜ける必要があるが、このスピリチア・エレメントは自動的に装着者を包み込んで変身を完了させる。
ベルトの右腰にはカードを保管するラウズ・バンクが設けられており、武器にカードを収納するブレイドとギャレンのシステムと比較して、よりジョーカーのシステムに近づいたといえる。
醒杖レンゲルラウザー
レンゲル専用の杖型武器。重量は1.8キログラム。初期能力値は6,000AP。柄の後端のスラッシュ・リーダーにカードをラウズすることで、ベスタの効果を発揮する。伸縮自在な杖としても使用され、ダガーモードとザッパーモードの2つのモードを使用できる。
超バトルビデオでは睦月が生身で使用している。
ダガーモード
近接戦用の短い形態。使用したのは第17話と第22話のわずか2回のみであった。これは、レンゲルがカードを多用して一気に勝負をつける戦法を好んでいたからだと思われる。
ザッパーモード
柄を伸長した形態。先端の刃クローバー・エッジが3枚に展開し、秒間200万回の高速振動により敵を切り裂くうえ、麻痺や石化の追加効果を与える。

カードを使用した技
レンゲルの持つラウズカードには不思議な効果を発揮するものが多い。
♣4＝ライノスラッシュ
体当たりを放つ。800 FP。
♣6＝ポーラーブリザード
吹雪を噴射し、敵を凍らせる。1,200 MP。
♣9＝スキッドスモッグ
レンゲルラウザーから煙幕を噴射する。2,000 MP。
♣10＝テイピアリモート
ラウズカードに封印されたアンデッドを解放して操る。2,200 MP。
バトルファイトの勝者が決まってしまうと発動しなくなるため、第48話でジョーカーの勝利を覆そうとして♣Kの解放を試みた際は、不発に終わった。

カードコンボ
カテゴリーAに支配されているレンゲルは、他のアンデッドの影響を受けにくいため、4人の仮面ライダーの中で最も多くコンボ技を発動することができた。
♣3+4＝スクリューラッシュ
レンゲルラウザーを回転させながら突進する。1,400 AP。
♣3+6＝ブリザードゲイル
強力な冷気を手先から放ち、相手を氷漬けにする。1,800 AP。
♣5+6＝ブリザードクラッシュ
大きくジャンプしながら足先から冷気を吹き付け、氷漬けにした相手を両足で挟み砕く。2,400 AP。
♣4+6+8＝ブリザードベノム
冷気を伴ったレンゲルラウザーを突き立て相手を氷漬けにし、さらに猛毒を注ぎ込む。3,800 AP。
♥4+5+6＝スピニングダンス
飛翔して竜巻を伴ったキックを繰り出す。3,600 AP。
本来は仮面ライダーカリスの技。

### 仮面ライダーレンゲル キングフォーム
『仮面ライダー剣 20th Anniversary STAGE&TALK』に登場。♣Q「ABSORB」と♣K「EVOLUTION」の力を得て変身したレンゲルの最強形態。

### 仮面ライダーレンゲルの専用ビークル
グリンクローバー
仮面ライダーレンゲルの専用バイクだが、上城睦月は変身前から常用している。
内部構造が謎に包まれているエンジン・クラブジェネレーターにより、ブルースペイダーやレッドランバスを凌ぐ出力を誇る。「蜘蛛の意志」を宿した生体コンピューター・バイオブレインケースにより、レンゲルの思考とは独立して自律走行が可能。
タンクの両脇に計8門、後部に計4門のウエポンコンテナを搭載しており、ここから生体ホーミングミサイル・スモーク錯乱弾・捕獲ネット弾を発射できる。また、タンク上にはモビルラウザーを搭載しており、特定のカードをラウズすることでカードの効果を発動できる。いずれも劇中未使用。
エレメントコンバーターが空気中の元素をエネルギーに変換することで走行するが、一般車同様にガソリンを燃料とすることもできるらしく、第43話ではガソリンスタンドでの給油が描かれた。
- 撮影用車両のベースは、ホンダ・XR250。

技
♣6＝ブリザードクローバー
吹雪を起こしながらグリンクローバーで突進し、強烈な体当たり攻撃を放つ。劇中未使用だが、ゲーム版では使用可能。